# Varian Fry
Varian Mackey Fry, född 15 oktober 1907 i New York City, död 13 september 1967 i Redding, Connecticut, var en amerikansk journalist och människorättsaktivist. Han var ledare av ett nätverk som hjälpte upp till 2000 personer (främst judar) under Andra världskriget att fly från Marseille till USA eller andra stater.
Fry hade studerad klassisk filologi och var 1940 anställd vid Foreign Policy Association i New York. I juni samma år undertecknades vapenstilleståndet i Compiègneskogen och många judar som hade sökt skydd i Frankrike hamnade i livsfara. Den amerikanska presidentfrun Eleanor Roosevelt beslöt att 200 judar skulle få visum oberoende av landets stränga regler för invandrare. När amerikanska räddningskommittén grundades blev Fry organisationens ledare. Vid resan till Frankrike hade han med de 200 visa och 3 000 US-dollar.
I Frankrike försökte Fry få kontakt med personerna på listan men informationen över hans vistelse i Marseille spred sig snabbt i landet. Hundratals flyktingar besökte hotellet där han var bosatt och väntade i kö. Fry försökte få hjälp av det amerikanska konsulatet men utan framgång. Av amerikanska medborgare som vistades i staden, av franska medborgare och av flyktingar, bildade han en byrå för det administrativa arbetet. Organisationen utförde varje dag 60 till 70 intervjuer. När de 200 visa var förbrukade anlitades en fransk karikatyrist som skapade förfalskade visa. Fler flyktingar blev klädda som franska soldater och de togs med av franska krigsfartyg till Nordafrika. Andra personer fick visa för andra länder och de lämnade Frankrike över landvägen.
Under sommaren samt den 10 november 1940 skrev Fry till den amerikanska utrikesministern Cordell Hull och eftersökte dokument som skulle likna Nansenpasset, som var ett hjälpverktyg under Första världskriget. Han fick inga svar.
Den franska polisen som var under inflytande av Nazityskland startade razzior mot Fry. Han blev i december 1940 tillfångatagen och sattes på ett fartyg i Marseilles hamn. Trots allt fortsatte han sitt arbete. I augusti 1941 blev Fry utvisad till Spanien.
Byrån bearbetade under Frys ledning ungefär 15 000 fall. Ungefär 4 000 personer fick något slags hjälp och 1000 till 2000 flyktingar lämnade Frankrike. Däribland fanns kända kulturpersonligheter som Hannah Arendt, Marc Chagall, Jacques Lipchitz, Siegfried Kracauer, Franz Werfel och Lion Feuchtwanger.
I USA sökte gamla kolleger och vänner inte längre kontakt med Fry och han blev övervakad av FBI. Han blev lärare för latin i en skola för pojkar och dog 1967. Kort innan utnämndes Fry av Hederslegionen till chevalier. År 1994 utnämndes han som en av de Rättfärdiga bland folken. När hans son 1996 planterade ett träd i De rättfärdigas trädgård var den amerikanska utrikesministern på Warren Christopher plats och han överlämnade en officiell ursäkt av den amerikanska regeringen för den uteblivna hjälpen.